# Distretto di Shuangxi
Il distretto di Shuangxi (雙溪區S, Shuāngxī QūP) è un distretto della municipalità di Nuova Taipei, situata a Taiwan.